# Bobsleeën op de Olympische Winterspelen 1980

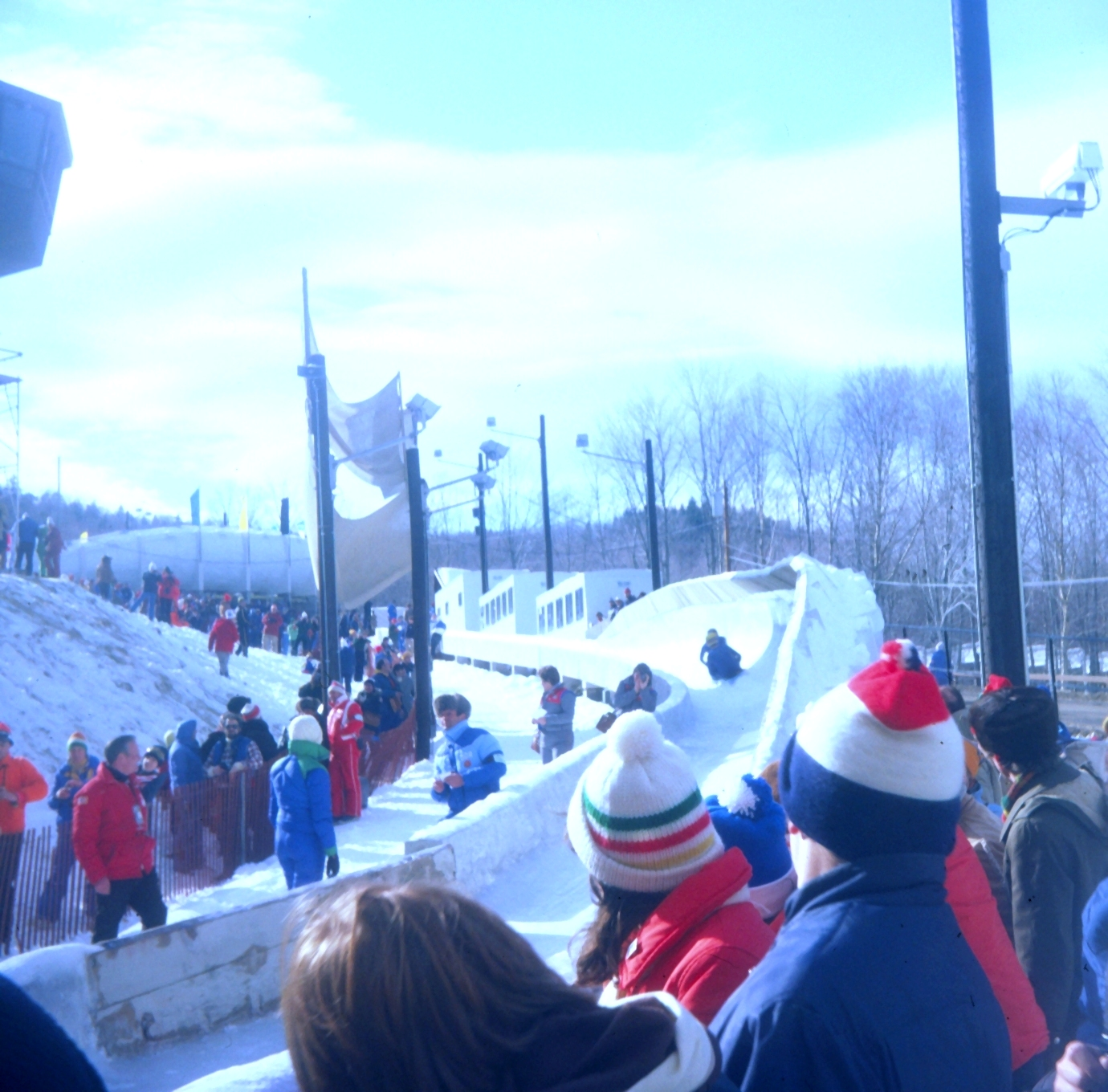
Momentopname tijdens de Olympische Winterspelen 1980

Bobsleeën is een van de sporten die beoefend werden tijdens de Olympische Winterspelen 1980 in Lake Placid, Verenigde Staten. 

## Heren

### 2-mansbob
| rang   | sporter(s)                                 | land     | tijd    |
| ------ | ------------------------------------------ | -------- | ------- |
| Goud   | Erich Schärer Josef Benz                   | SUI - II | 4:09.36 |
| Zilver | Bernhard Germeshausen Hans-Jürgen Gerhardt | GDR - II | 4:10.93 |
| Brons  | Meinhard Nehmer Bogdan Musiol              | GDR - I  | 4:11.08 |
| 4      | Hans Hiltebrand Walter Rahm                | SUI - I  | 4:11.32 |
| 5      | Howard Siler Dick Nalley                   | USA - II | 4:11.73 |
| 6      | Brent Rushlaw Joseph Tyler                 | USA - I  | 4:12.12 |
| 7      | Fritz Sperling Kurt Oberhöller             | AUT - II | 4:13.58 |
| 8      | Peter Hell Heinz Busche                    | FRG - I  | 4:13.74 |

### 4-mansbob
| rang   | sporter(s)                                                               | land     | tijd    |
| ------ | ------------------------------------------------------------------------ | -------- | ------- |
| Goud   | Meinhard Nehmer Bogdan Musiol Bernhard Germeshausen Hans-Jürgen Gerhardt | GDR - I  | 3:59.92 |
| Zilver | Erich Schärer Ulrich Bächli Rudolf Marti Josef Benz                      | SUI - I  | 4:00.87 |
| Brons  | Horst Schönau Roland Wetzig Detlef Richter Andreas Kirchner              | GDR - II | 4:00.97 |
| 4      | Fritz Sperling Heinrich Bergmüller Franz Rednak Bernhard Purkrabek       | AUT - I  | 4:02.62 |
| 5      | Walter Delle-Karth Franz Paulweber Gerd Zaunschirm Kurt Oberhöller       | AUT - II | 4:02.95 |
| 6      | Hans Hiltebrand Ulrich Schindler Walter Rahm Armin Baumgartner           | SUI - II | 4:03.69 |
| 7      | Peter Hell Hans Wagner Heinz Busche Walter Barfuss                       | FRG - I  | 4:04.40 |
| 8      | Dragos Panaitescu Dorel Cristudor Sandu Mitrofan Gheorghe Lixandru       | ROU - I  | 4:04.68 |

## Medaillespiegel
| rang | land        | goud | zilver | brons | totaal |
| ---- | ----------- | ---- | ------ | ----- | ------ |
| 1    | DDR         | 1    | 1      | 2     | 4      |
| 2    | Zwitserland | 1    | 1      | 0     | 2      |
|      |             | 2    | 2      | 2     | 6      |